# Кадек Агунг
И Кадек Агунг Виднайя Путра (исп. I Kadek Agung Widnyana Putra; род. 25 июня 1998, Табанан, Бали) — аргентинский футболист, полузащитник клуба «Бали Юнайтед» и сборной Индонезии.

## Клубная карьера
Воспитанник клубов Путра Тресна и «Бали Юнайтед». 15 октября 2018 года в матче против «Митра Кукар» он дебютировал в индонезийской Суперлиге в составе последних. 25 октября в поединке против «Борнео» Кадек забил свой первый гол за «Бали Юнайтед». В 2019 году игрок помог команде выиграть чемпионат, а в 2022 повторил успех.

## Международная карьера
29 мая 2021 года в товарищеском матче против сборной Омана дебютировал за Индонезии. 3 июня в отборочном поединке чемпионата мира 2022 против сборной Таиланда Кадек забил свой первый гол за национальную команду.

### Голы за сборную Индонезии
| #   | Дата        | Место                          | Противник | Счёт | Результат | Соревнование                     |
| --- | ----------- | ------------------------------ | --------- | ---- | --------- | -------------------------------- |
| 01. | 3 июня 2021 | Аль-Мактум Стэдиум, Дубай, ОАЭ | Таиланд   | 1:1  | 2:2       | Чемпионат мира 2022 квалификация |

## Достижения
Клубные
 «Бали Юнайтед»
- Победитель чемпионата Индонезии (2): 2019, 2022